# گنجی مونوگاتاری (مانگا)
گنجی مونوگاتاری(به ژاپنی:源氏物語 Genji Monogatari)، یک نسخه مانگای ژاپنی از داستان گنجیموراساکی شیکیبو اثر میاکو ماکی است. در سال ۱۹۸۹، سی و چهارمین جوایز مانگای شوگاکوکان، جایزه را برای مانگای عمومی دریافت کرد.